# Krasimir Borisov
Krasimir Borisov Georgiev (en bulgare : Кpacимиp Бopиcoв Георгиев), né le 8 avril 1950 à Sofia en Bulgarie, est un footballeur international bulgare qui évoluait au poste de milieu de terrain, avant de devenir ensuite entraîneur.

## Biographie

### Carrière de joueur

#### Carrière en club
Krasimir Borisov dispute 118 matchs en première division bulgare avec le club du Levski Sofia, inscrivant 19 buts. Il réalise sa meilleure performance lors de la saison 1976-1977, où il inscrit 7 buts en championnat.
Il dispute également au cours de sa carrière 6 matchs en Coupe d'Europe des clubs champions, 12 matchs en Coupe de l'UEFA, et 4 matchs en Coupe des coupes. Il est quart de finaliste de la Coupe de l'UEFA en 1976, en étant battu par le FC Barcelone.
Il remporte avec le Lokomotiv Sofia une Coupe des Balkans des clubs en 1974, avec une victoire sur l'équipe roumaine de l'ASA Târgu Mureș. Il remporte également avec le Levski Sofia deux titres de champion de Bulgarie et trois Coupes de Bulgarie. Enfin avec l'Omonia Nicosie, il remporte un championnat de Chypre, une Coupe de Chypre et deux Supercoupes de Chypre.

#### Carrière en sélection
Krasimir Borisov joue 19 matchs et inscrit 2 buts en équipe de Bulgarie entre 1973 et 1979.
Il reçoit sa première sélection en équipe nationale le 26 septembre 1973 contre l'Irlande du Nord, dans le cadre des éliminatoires du mondial 1974 (match nul 1-1). Il joue son dernier match le 6 juin 1979 contre l'Angleterre (défaite 0-3), dans le cadre des éliminatoires de l'Euro 1980.
Il inscrit son premier but le 25 mai 1974, lors d'un match amical contre la Corée du Nord (victoire 6-1). Il marque son second but le 13 avril 1977 en amical contre le Danemark (victoire 3-1).
Il figure dans le groupe des sélectionnés lors de la Coupe du monde de 1974. Lors du mondial organisé en Allemagne, il ne joue qu'un seul match, contre les Pays-Bas (défaite 1-4 à Dortmund).

### Carrière d'entraîneur
Krasimir Borisov est brièvement le sélectionneur de l'équipe de Bulgarie en 1991.

## Palmarès
| Lokomotiv Sofia - Coupe des Balkans des clubs (1) : - Vainqueur : 1974. |  | Levski Sofia - Championnat de Bulgarie (2) : - Champion : 1976-77 et 1978-79. - Vice-champion : 1974-75, 1975-76 et 1980-81. - Coupe de Bulgarie (3) : - Vainqueur : 1975-76, 1976-77 et 1978-79. - Finaliste : 1973-74. |  | Omonia Nicosie - Championnat de Chypre (1) : - Champion : 1983-84. - Coupe de Chypre (1) : - Vainqueur : 1982-83. - Supercoupe de Chypre (2) : - Vainqueur : 1983 et 1984. |